# 利亞多瓦河 (德涅斯特河支流)

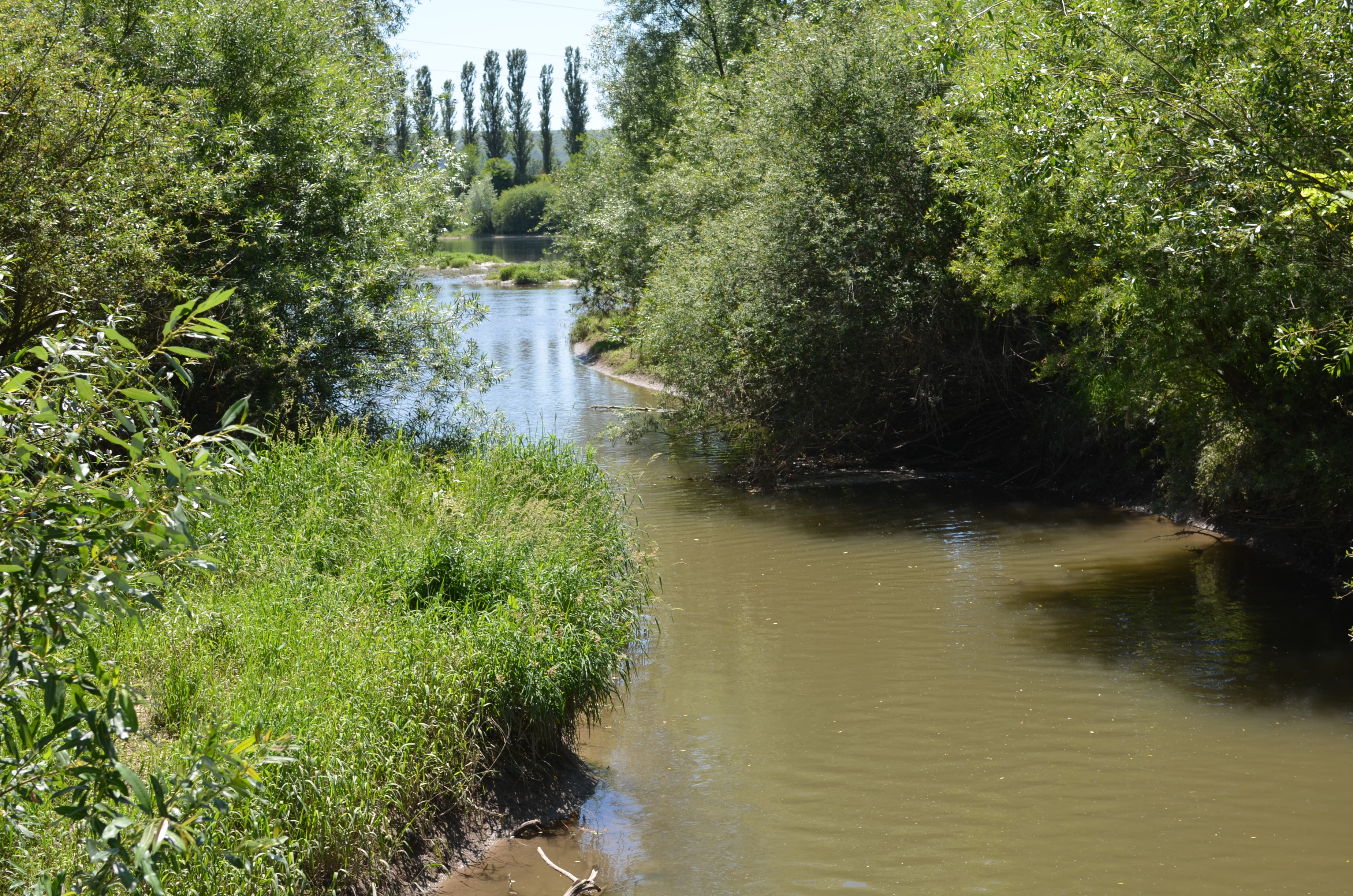

利亞多瓦河（烏克蘭語：Лядова），是烏克蘭的河流，位於該國西部，屬於德涅斯特河的左支流，發源自達什基夫齊西北面，流經赫梅利尼茨基州和文尼察州，河道全長93公里，流域面積748平方公里。